# هلن استفنز
هلن استفنز (انگلیسی: Helen Stephens; ۳ فوریه ۱۹۱۸ –
۱۷ ژانویهٔ ۱۹۹۴) ورزشکار دو و میدانی اهل ایالات متحده آمریکا بود.
از افتخارات وی می‌توان به کسب مدال دو ۱۰۰ متر و ۴×۱۰۰ متر امدادی در بازی‌های المپیک تابستانی ۱۹۳۶ اشاره کرد.